# Llançaflames
Un llançaflames és un sistema mecànic dissenyat per projectar un corrent de foc perllongat i controlable. La paraula es compon dels mots "llançar" i "flames". Alguns llançaflames llancen un doll de líquid inflamable; altres generen un corrent de gas. Són utilitzats militarment, però també per a focs controlats, com en agricultura. La majoria de llançaflames militars usen líquids, mentre que els comercials tendeixen a emprar gas natural o propà a altes pressions, cosa que es considera més segura.

## Llançaflames d'ús militar
Encara que el foc ha estat utilitzat com una arma des de l'antiguitat de múltiples maneres, la primera arma que es coneix semblant al llançaflames és l'anomenat foc grec. Utilitzat àmpliament per la flota de l'Imperi Romà d'Orient, es tractava d'un líquid inflamable llançat des d'una espècie de canó de bronze.
Els llançaflames moderns tenen l'origen en la guerra de trinxeres que tingué lloc durant la Primera Guerra Mundial. Van tenir la seva consagració com a arma de guerra moderna durant la Segona Guerra Mundial, en la qual l'exèrcit alemany en muntava en els tancs Panzer II Flamm i Flammpanzer III, i també en tancs francesos Char B1 modificats (el nom oficial era Panzerkampfwagen B2 (F)). Més tard, els britànics i canadencs van desplegar des de 1944 unitats blindades llançaflames en combinació amb unitats d'infanteria. Les primeres versions d'aquests primitius tancs llançaflames van ser el Badger (Teixó) (un tanc prototip utilitzat a Normandia) i l'Oke, utilitzat a Dieppe. El més popular de tots ells va ser el Churchill Cocodril.
Des de llavors aquest tipus d'armes poden ser muntades en un vehicle, o utilitzades manualment per unitats d'infanteria.
El llançaflames consisteix bàsicament en dos elements: una motxilla o dipòsit, i una sortida. El dipòsit està compost generalment de dos o tres cilindres: un manté l'element propel·lent (generalment un gas inert com el nitrogen) a pressió, i els altres dos contenen un líquid inflamable, com el petroli. Aquests sistemes de tres cilindres solen conformar de manera equilibrada per facilitar el seu transport. Aquest senzill mecanisme és suficient per projectar el material inflamable a una certa distància, desplaçant en combinació amb el gas a pressió. La "pistola" conté un petit dipòsit i un reduït sistema d'ignició, que consisteix a estrènyer el gallet s'obre una vàlvula, cosa que permet el pas del líquid del dipòsit fins al mecanisme d'ignició. Aquest pot variar segons el tipus de llançaflames: a vegades és una simple espiral de metall incandescent, i altres models presenten una petita flama alimentada pel gas a pressió.
El foc és una arma molt poderosa i terrible, no només pels efectes terribles que ha de resistir la víctima, sinó que també és molt dur de contemplar. A més, això té un plus pel que fa a l'efecte poderós en la moral del soldat.
L'ésser humà té un temor instintiu del foc en totes les seves formes i quan és usat de manera ofensiva en forma de llançaflames, el seu impacte en l'enemic pot ser considerable. De vegades, durant la Segona Guerra Mundial la mera visió d'un llançaflames en acció era prou perquè l'enemic es rendís immediatament, de vegades corrent desesperadament cap als operadors de llançaflames per tal de rendir-se, aterrits per la possibilitat de ser cremats vius. Tant és així que la legalitat de l'arma s'ha vist subjecta a una certa discussió. A la pràctica, és una arma especialment utilitzada contra posicions defensives com búnquers i emplaçaments atrinxerats. L'ús de combustibles líquids permet a l'arma "rebotar" sobre les parets, amplificant el dany directe que podria causar. Encara que generalment es considera una arma de curt abast, els llançaflames contemporanis poden ser eficaços a una distància de 50 a 80 metres. La possibilitat de disseminar el líquid inflamable i cremar després fa possible crear diversos "fronts" de foc simultani en la posició atacada.
Els llançaflames són una arma delicada per l'operador. El primer desavantatge important és el seu pes, que redueix significativament la mobilitat del seu portador. D'altra banda, són armes de certa envergadura, i a causa de l'esmentada escassa mobilitat del seu usuari i la possibilitat de causar una explosió, no és estrany que una unitat de llançaflames sigui l'objectiu favorit del foc enemic. S'ha documentat que els soldats equipats amb un llançaflames no solien ser presoners: quan el seu hipotètic objectiu aconseguia capturar una d'aquestes unitats, solien executar-lo de manera sumaríssima en represàlia.
D'altra banda, tot i l'eficàcia de l'arma, el seu abast segueix sent més reduït que el de qualsevol altra arma present en un camp de batalla, de manera que l'operador de llançaflames típicament ha aproximar-se fins a poca distància de l'objectiu abans de poder utilitzar-la, arriscant-se a ser abatut o a morir en una explosió del dipòsit inflamable abans d'arribar a una posició apropiada. La possibilitat que es produeixi aquesta explosió ha estat notablement exagerada per les produccions cinematogràfiques del gènere bèl·lic.
| « | S'hauria de tenir en compte que els operadors de llançaflames no s'enfronten a la possibilitat d'una mort terrible davant qualsevol espurna accidental, ni tan sols quan el dipòsit és encertat per una bala com sol aparèixer en les modernes pel·lícules de guerra. El contenidor de gas (també anomenat "pressuritzat") conté un gas no inflamable a alta pressió. Si aquest tanc s'obrís, només impulsaria al portador cap endavant, de la mateixa manera en què una llauna de gas a pressió es desplaça cap a davant quan és perforada. D'altra banda, la barreja inflamable continguda en els dipòsits de combustible no s'inflama fàcilment sense l'addició de magnesi, amb el qual només es combina en la sortida de l'arma. Si es disparés una bala contra un contenidor metàl·lic que contingués gasoli o napalm, només causaria una fuita a través del forat, tret que la munició emprada fos de tipus incendiari, cosa que causaria la ignició del material contingut. Això també s'aplica al contenidor de combustible del llançaflames | » |

Aquestes limitacions d'abast també són aplicables a les unitats motoritzades de llançaflames, que es troben en certa inferioritat quan s'enfronten a una unitat blindada armada d'una manera convencional. No obstant això, s'estima que, per la seva naturalesa i ús en combat, l'arma llançaflames veu el seu rendiment maximitzat quan es munta en aquest tipus d'unitats. La Commonwealth i els EUA són els principals usuaris d'aquest tipus d'armes.